# Nils Jacob Turdfjæll
Nils Jacob Turdfjæll, även Turdfjell och Turdfjäll, född 9 december 1765 i Bygdeå socken, död där 30 september 1842, var en svensk militär.
Turdfjæll, vars farfar hade kommit från Ingermanland till Hälsingland under Stora ofreden, var son till majoren Jonas Turdfjæll; modern hette Margareta Widmark och var prästdotter. Han blev volontär vid Västerbottens regemente 1773, rustmästare 1779, furir 1781, student vid Uppsala universitet 1782, förare samma år, sekundadjutant 1785, fänrik 1786, löjtnant 1789, kapten och regementskvartermästare 1796 samt fick majors avsked 1813. Han blev riddare av Svärdsorden. Han tjänstgjorde under hela sin karriär vid Bygdeå kompani, där han var kompanichef 1799–1813.
År 1788 kommenderades han med regementet till Finland och deltog vid slaget vid Uttismalm 28 juni 1789, vid kampanjerna i Liikala 3 juli samma år, vid Anjala 21 juli och 14 augusti samma år samt vid affären vid Korhois 6 maj 1790, då han sårades. År 1808 bevistade han fälttåget i Finland samt bevistade slaget vid Vasa 25 juni 1808, då för övrigt hans bror Johan Peter Turdfjæll stupade, slaget vid Alavo 17 augusti, slaget vid Ruona 1 september och slaget vid Salmi 2 september samma år.
Turdfjæll var från 1802 gift med Elisabeth Margareta Gran, vilken var dotter till prosten Theophilus Gran i Piteå och dennes hustru Margareta Catharina Lang. Han var bror till Johan Peter Turdfjæll och Jonas Gustaf Turdfjæll samt svåger till Pehr Stenberg.